# 1562 az irodalomban
Az 1562. év az irodalomban.

## Új művek
- Januárban a királynő előtt mutatják be az első angol tragédiát, Thomas Norton és Thomas Sackville angol szerzők Gorboduc című művét. (Először 1561 karácsonyán játszották egy jogászkollégiumban).[1]
- Arthur Brooke angol költő egyetlen ismert műve: The Tragicall History of Romeus and Juliet; valószínűleg ez szolgált mintául William Shakespeare híres drámájához.
- Torquato Tasso első eposza: Rinaldo.[2]
- Maurice Scève francia költő Microcosme (Mikrokozmosz) című enciklopedikus jellegű hőskölteménye (Lyon, posztumusz).

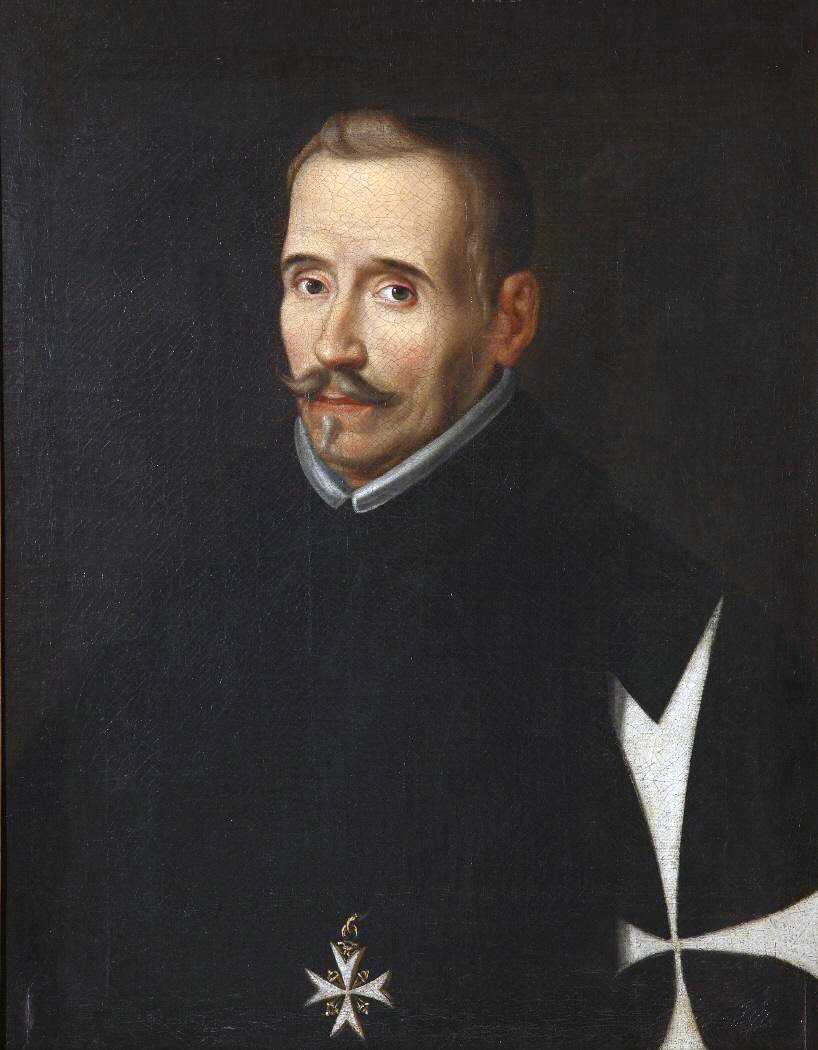
Lope de Vega

- Mikołaj Rej lengyel költő, író, politikus, teológus epigrammagyűjteménye: Źwierzyniec (Állatkert).

## Születések
- november 25. – Lope de Vega spanyol költő, drámaíró, a barokk dráma legjelentősebb művésze († 1635)

## Halálozások
- 1562 előtt – Jörg Wickram sokoldalú német (korai újfelnémet) költő, író (* 1505 körül)